# John Donnell Smith
John Donnell Smith, född den 5 juni 1829 i Baltimore, Maryland, död den 2 december 1928 i Baltimore, Maryland, var en amerikansk biolog och taxonom.

## Karriär[2]
- 1847 Examen vid Yale University
- 1862 Anslöt sig till Nordstaternas armé.
- 1863 Deltog med graden förste löjtnant i "Battle of Chancellorsville" under inbördeskriget mellan Nordstaterna och Sydstaterna.
- 1864 Kapten vid kavalleriet i Confederate Army. Blev allvarligt sårad i kriget.
- 1865 Bevistade Nordstaternas kapitulation. Ägnade sig sedan åt studier i botanik.
- 1894 invald i American Academy of Arts and Sciences.
- 1900 – 1906 Resor till Centralamerika, särskilt Guatemala för insamling av växter.
- 1905 Honorary Associate vid herbariet vid National Museum of Natural History, som drevs av Smithsonian Institution. Han behöll den posten till sin död.
- 1906 hade hans herbarium växt till över 100 000 ark, och hans privata bibliotek till över 1 600 bundna böcker. Han testamenterade sitt herbarium och bibliotek till Smithsonian Institution. Mycket har under åren blivit förstört [2], men resterna ingår nu i herbariet vid National Museum of Natural History.

## Publikationer
Urval:
- 1887 – … Plantae guatemalensis Turckheimianae.
- 1887 – 1916 Undescribed plants from Guatemala. Artiklar i Botanical Gazette.
- 1889 – 1907 Enumeratio plantarum guatemalensium. 8 band.
- 1908 Icones plantarum centrali-americanarum. 46 illustrationer. Baltimore 1908
- 1913 Monograph of the Hauyeae and Gonylocarpeae tribes of the Onagraceae … , Washington 1913. Medförfattare Joseph Nelson Rose.

## Eponymer
Donnellia Austin, 1880
Donnellia C.B.Clarke, 1902, nom. illeg. (syn. Tripogandra Raf., 1837)
Donnellsmithia J.M.Coult. & Rose, 1890 (Enligt IPNI  och ryska WP )
Donnellsmithia Coult. & Rose ex Coult., 1890 (Enligt BHL )
Auktorsnamnet J.D.Sm. kan användas för John Donnell Smith i samband med ett vetenskapligt namn inom botaniken; se Wikipediaartiklar som länkar till auktorsnamnet. (Använt under tidiga år.)
Auktorsnamnet Donn.Sm. kan användas för John Donnell Smith i samband med ett vetenskapligt namn inom botaniken; se Wikipediaartiklar som länkar till auktorsnamnet. (Använt under senare år.)